# Grigori Levenfish
Grigori Yákovlevich Levenfish (en ruso Григорий Яковлевич Левенфи́ш) (nacido el 9 de marzo de 1889 en Piotrków Trybunalski, fallecido el 9 de febrero de 1961 en Moscú) fue un destacado Maestro ajedrecista de los años 1920 y 1930. Fue dos veces campeón soviético, en 1934 (conjuntamente con Ilya Rabinovich) y 1937. En 1937 también ganó un enfrentamiento contra el futuro campeón mundial Mijaíl Botvínnik. Asimismo, fue también un escritor sobre ajedrez de renombre.

## Trayectoria como ajedrecista
Levenfish nació en Polonia, en aquel momento parte del Imperio ruso, en el seno de una familia judía. Pasó la mayor parte de sus años de formación en San Petersburgo, donde asistió a la Universidad y estudió Ingeniería Química.
Su primer reconocimiento como ajedrecista destacado fue cuando ganó el Torneo de Primavera de San Petersburgo de 1909, y participó en el gran Torneo de Carlsbad (Karlovy Vary) en 1911, donde acabó en un meritorio 12º-14º. Su estilo de juego fue comparado con el del gran maestro Mijaíl Chigorin.
En la década siguiente, mantiene su evolución en torneos locales, sobre todo al ganar el Campeonato de Leningrado de 1922, 1924 y 1925, este último junto con Aleksandr Ilín-Zhenevski, Iliá Rabinovich y Piotr Romanovski. En el mismo Torneo, fue 3º en 1920, por detrás de Rabinovich e Ivan Golobev, y 2º en 1928, por detrás de Rabinovich.
Fue ganador, junto con Rabinovich, en Leningrado en 1934 (9º Campeonato Nacional de la URSS), y vencedor en Tiflis en 1937 (10.ª Campeonato Nacional de la URSS).
En el gran Torneo Internacional de Moscú de 1935, fue 6º-7º, empatado con Ilya Kan, con 10.5/19, por detrás de Botvinnik y Salo Flohr (vencedores conjuntos del Torneo), Emanuel Lasker, José Raúl Capablanca y Rudolf Spielmann. En el Torneo celebrado en Leningrado en 1936, quedó, con 8.5/14, por detrás de Vsévolod Rauzer (vencedor del Torneo) y Viacheslav Ragozin.
En el Torneo de Leningrado/Moscú de 1939, quedó 3º-6º, con 10/17, empatado con Ragozin, Andor Lilienthal y Vladímir Makogonov, y por detrás de Flohr (vencedor del Torneo) y Samuel Reshevsky.
En un encuentro celebrado en 1937, empató con Mikhail Botvinnik (+5 -5 =3), y venció en otro encuentro a Vladimir Alatortsev en 1940 (+5 -2 =7).
A pesar de sus éxitos, Levenfish fue prácticamente ignorado por las autoridades del ajedrez soviéticoque apoyaban a Botvinnik, su gran rival. Levenfish era un miembro de la vieja generación de maestros, 22 años mayor que Botvinnik. Por ello, su vida padeció circunstancias algo trágicas, como el hecho de que se le negó un estipendio. Esto significaba que sólo podía permitirse vivir en un bloque ruinoso de viviendas.
Asimismo, el gobierno le negó el permiso para viajar al extranjero y competir en torneos como EL AVRO 1938 (a pesar de que él era el vigente campeón de la URSS). Esto debilitó aún más su prestigio y muy probablemente afectó su moral, por no mencionar su continuo desarrollo como jugador de Ajedrez. A otros jugadores nacidos antes de la Revolución rusa, como Alexander Alekhine, Yefim Bogoliubov, Akiba Rubinstein y Aron Nimzowitsch, se les permitió viajar e incluso acabar viviendo en el extranjero. Privado de las mismas oportunidades, Levenfish jugado sólo dentro de los límites de la Rusia soviética y completaba sus ingresos con un trabajo como ingeniero en la industria del vidrio. Esto a la larga derivó en un retiro lento de juego activo.
Levenfish fue galardonado con el título de Gran Maestro Internacional de la FIDE, la Federación Mundial de Ajedrez, en 1950.

## Aportación teórica al Ajedrez
|       |       |       |       |       |       |       |       |       |  |
|       | a8 rd | b8 cd | c8 bd | d8 qd | e8 kd | f8 bd | g8    | h8 rd |  |
| a7 pd | b7 pd | c7    | d7    | e7 pd | f7 pd | g7    | h7 pd |       |  |
| a6    | b6    | c6    | d6 pd | e6    | f6 cd | g6 pd | h6    |       |  |
| a5    | b5    | c5    | d5    | e5    | f5    | g5    | h5    |       |  |
| a4    | b4    | c4    | d4 cl | e4 pl | f4 pl | g4    | h4    |       |  |
| a3    | b3    | c3 cl | d3    | e3    | f3    | g3    | h3    |       |  |
| a2 pl | b2 pl | c2 pl | d2    | e2    | f2    | g2 pl | h2 pl |       |  |
| a1 rl | b1    | c1 bl | d1 ql | e1 kl | f1 bl | g1    | h1 rl |       |  |
|       |       |       |       |       |       |       |       |       |  |

|       |       |       |       |       |       |       |       |       |  |
|       | a8 rd | b8    | c8 bd | d8    | e8 kd | f8    | g8 cd | h8 rd |  |
| a7 pd | b7 pd | c7    | d7    | e7 pd | f7 pd | g7    | h7 pd |       |  |
| a6    | b6    | c6    | d6 pd | e6    | f6 cd | g6 pd | h6    |       |  |
| a5    | b5    | c5    | d5    | e5    | f5    | g5    | h5    |       |  |
| a4    | b4    | c4    | d4 cl | e4 pl | f4 pl | g4    | h4    |       |  |
| a3    | b3    | c3 cl | d3    | e3    | f3    | g3    | h3    |       |  |
| a2 pl | b2 pl | c2 pl | d2    | e2    | f2    | g2 pl | h2 pl |       |  |
| a1 rl | b1    | c1 bl | d1 ql | e1 kl | f1 bl | g1    | h1 rl |       |  |
|       |       |       |       |       |       |       |       |       |  |

A la izquierda se muestra la posición final de la Variante del dragón.
1.e4 c5 2.Cf3 d6 3.d4 cxd4 4.Cxd4 Cf6 5.Cc3 g6 6.f4
A la derecha, la posición final en la Variante del Gambito Evans.
1.e4 e5 2.Nf3 Nc6 3.Bc4 Bc5 4.b4 Bxb4 5.c3 Ba5 6.d4 d6 7.Qb3 Qd7 8.dxe5 dxe5 9.O-O Bb6 10.Ba3 Na5 11.Nxe5
Debe ser destacada su aportación en la apertura con código ECO B71, denominada Variante Levenfish de la Variante del dragón de la Defensa siciliana (Ver diagrama arriba a la izquierda), así como en la apertura con código ECO C52, denominada Variante Levenfish del Gambito Evans (Ver diagrama arriba a la derecha).
Asimismo, también es reseñable su aportación en la apertura con código ECO D97, denominada Variante Levenfish de la Variante rusa de la Defensa Grünfeld (Ver diagrama abajo a la izquierda), así como su aportación en la apertura con código ECO D40, denominada Variante Levenfish de Gambito de dama declinado, Defensa Semi-Tarrasch ( Ver diagrama abajo a la derecha).
|       |       |       |       |       |       |       |       |    |  |
|       | a8 rd | b8 cd | c8 bd | d8 qd | e8    | f8 rd | g8 kd | h8 |  |
| a7 pd | b7    | c7 pd | d7    | e7 pd | f7 pd | g7 bd | h7 pd |    |  |
| a6    | b6 pd | c6    | d6 pd | e6    | f6 cd | g6 pd | h6    |    |  |
| a5    | b5    | c5    | d5    | e5    | f5    | g5    | h5    |    |  |
| a4    | b4    | c4 ql | d4 pl | e4 pl | f4    | g4    | h4    |    |  |
| a3    | b3    | c3 cl | d3    | e3    | f3 cl | g3    | h3    |    |  |
| a2 pl | b2 pl | c2    | d2    | e2    | f2 pl | g2 pl | h2 pl |    |  |
| a1 rl | b1    | c1 bl | d1    | e1 kl | f1 bl | g1    | h1 rl |    |  |
|       |       |       |       |       |       |       |       |    |  |

|       |       |       |       |       |       |       |       |    |  |
|       | a8 rd | b8    | c8 bd | d8    | e8    | f8 rd | g8 kd | h8 |  |
| a7 pd | b7 pd | c7    | d7    | e7 qd | f7 pd | g7 pd | h7 pd |    |  |
| a6    | b6    | c6 cd | d6    | e6 pd | f6 cd | g6    | h6    |    |  |
| a5    | b5    | c5 bd | d5 pd | e5    | f5    | g5    | h5    |    |  |
| a4    | b4    | c4 pl | d4    | e4 pl | f4    | g4    | h4    |    |  |
| a3    | b3    | c3 cl | d3 bl | e3    | f3 cl | g3    | h3    |    |  |
| a2 pl | b2 pl | c2    | d2    | e2 ql | f2 pl | g2 pl | h2 pl |    |  |
| a1 rl | b1    | c1 bl | d1    | e1    | f1 rl | g1 kl | h1    |    |  |
|       |       |       |       |       |       |       |       |    |  |

A la izquierda se muestra la posición final en la Variante Levenfish de la Variante rusa de la Defensa Grünfeld
1.d4 Nf6 2.c4 g6 3.Nc3 d5 4.Nf3 Bg7 5.Qb3 dxc4 6.Qxc4 O-O 7.e4 b6
A la derecha se muestra la posición final de la Variante Levenfish de Gambito de dama declinado, Defensa Semi-Tarrasch
1.d4 d5 2.c4 e6 3.Nc3 Nf6 4.Nf3 c5 5.e3 Nc6 6.Bd3 Bd6 7.O-O O-O 8.Qe2 Qe7 9.dxc5 Bxc5 10.e4